# مايك سوليفان (لاعب كرة قاعدة أمريكي)
مايك سوليفان (بالإنجليزية: Mike Sullivan)‏ هو لاعب كرة قاعدة أمريكي، ولد في 23 أكتوبر 1866 في بوسطن في الولايات المتحدة، وتوفي بنفس المكان في 14 يونيو 1906.